# Corrombles
Corrombles är en kommun i departementet Côte-d'Or i regionen Bourgogne-Franche-Comté i östra Frankrike. Kommunen ligger i kantonen Semur-en-Auxois som tillhör arrondissementet Montbard. År 2022 hade Corrombles 242 invånare.

## Befolkningsutveckling
Antalet invånare i kommunen Corrombles
Referens:INSEE